# Arc de triomphe (Bucarest)
Pour les articles homonymes, voir Arc de triomphe (homonymie).
L'Arc de triomphe (en roumain, Arcul de Triumf) est un monument situé dans la ville de Bucarest, capitale de la Roumanie.

## Situation
Situé dans le secteur 1 de Bucarest, l'Arc de triomphe s’élève sur la place du même nom traversée par la  chaussée Kiseleff, à côté du parc Herastrau et non loin de la place Charles-de-Gaulle avec laquelle il est relié par le boulevard Maréchal Constantin Prezan.

## Histoire
En 1878, un mois après l'accession du pays à l'indépendance, un premier arc de triomphe en bois est érigé rapidement afin d'y faire défiler les troupes victorieuses. Après la Première Guerre mondiale, un autre arc provisoire lui succède sur le même emplacement en 1922. Détruit en 1935, il est remplacé par l'arc de triomphe actuel, inauguré en septembre 1936.

## Architecture
D'une hauteur de 27 mètres, il a été construit par l'architecte Petre Antonescu sur des fondations de 25 m par 11,50 m. Des sculptures réalisées par des artistes roumains célèbres tels que Ion Jalea et Dimitrie Paciurea ornent les façades.